# Torsabjörke
Torsabjörke is een plaats in de gemeente Sölvesborg in het landschap Blekinge en de provincie Blekinge län in Zweden. De plaats heeft 62 inwoners (2005) en een oppervlakte van 25 hectare.